# 지빠귀 둥지속의 뻐꾸기
《지빠귀 둥지속의 뻐꾸기》는 1989년 7월 9일에 MBC TV에서 방영된 베스트셀러극장이다.

## 줄거리
수난의 민족사 재조명
6.25 당시 전쟁통에 흑인 미군병사하고 한국인 어머니 사이에서 태어난 흑인 혼열아 수지는 단지 피부 색깔이 까맣다는 이유로 다른 아이들한테 놀림감이 되는 바람에 학교 생활에 제대로 적응을 하지 못하고 급기야 미국으로 입양을 떠나게 된다.
그곳에서 양녀로 성장하여 대학을 졸업하고 취직을 하게 된 수지는 그곳에서 돈을 벌어 주기적으로 어머니에게 보낸다.
어머니의 고향 마을을 찾아간 수지는 함께 미국으로 떠나자고 제안하지만 어머니는 단도직입적으로 거절한다.
결국 어머니의 고집을 꺽지 못한 수지는 어머니에 대한 모멸감에 사로잡혀 두 번 다시는 고향 마을에 찾아가지 않게 되고, 돈도 더 이상 보내지 않게 된다.
그 사이 고향 마을은 부동산업자들의 농간으로 뒤숭숭해지는데...

## 출연
- 윤여정
- 정현
- 전국환
- 이원재
- 홍순창
- 정진
- 조형기
- 유명순
- 김기일
- 마이클
- 김혜정
- 정명환
- 이승현
- 조정순